# Apsilops cinctorius
Apsilops cinctorius là một loài tò vò trong họ Ichneumonidae.